# 저격수 골목

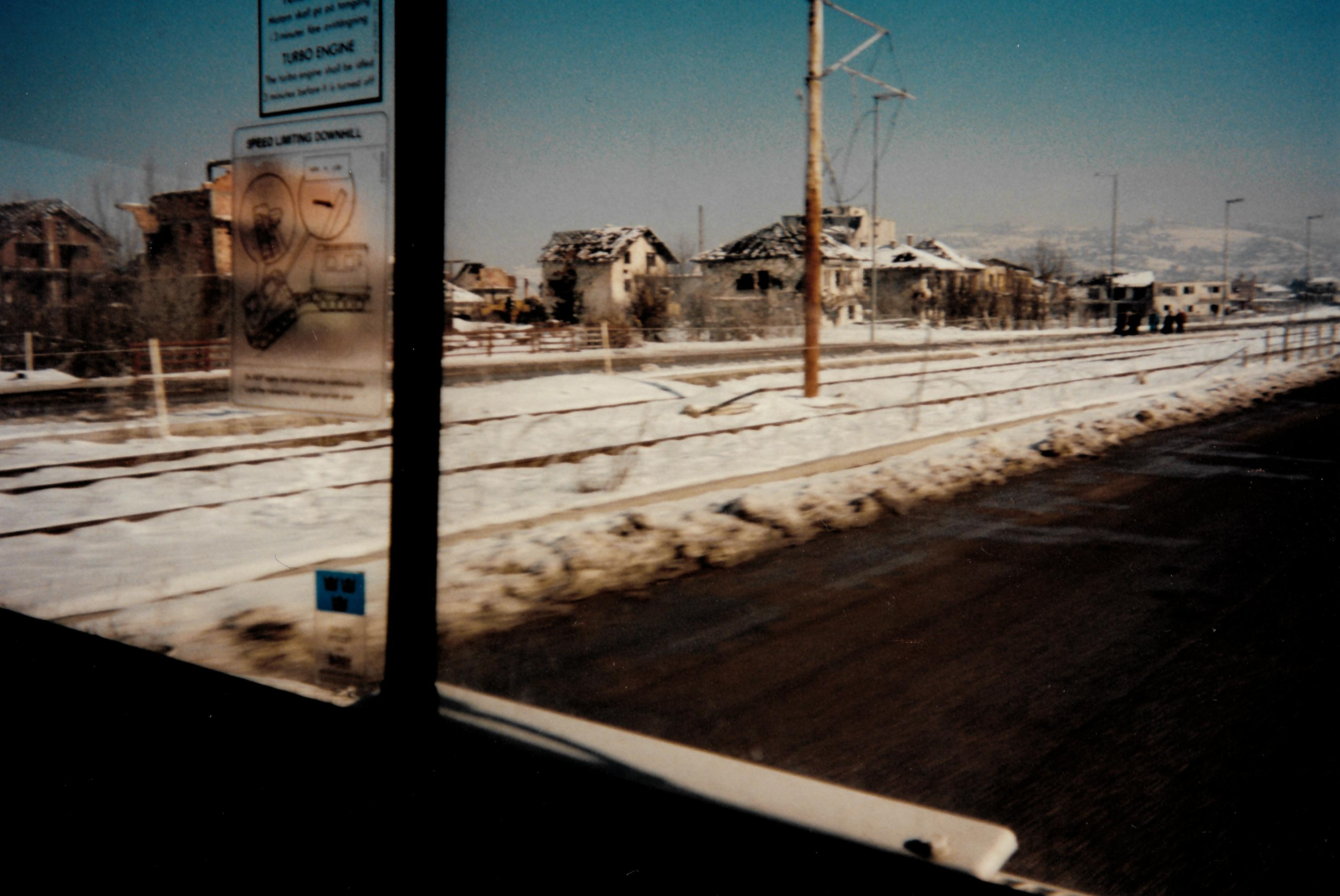
1996년 이행군(IFOR)의 차량에서 본 '저격수의 골목'.

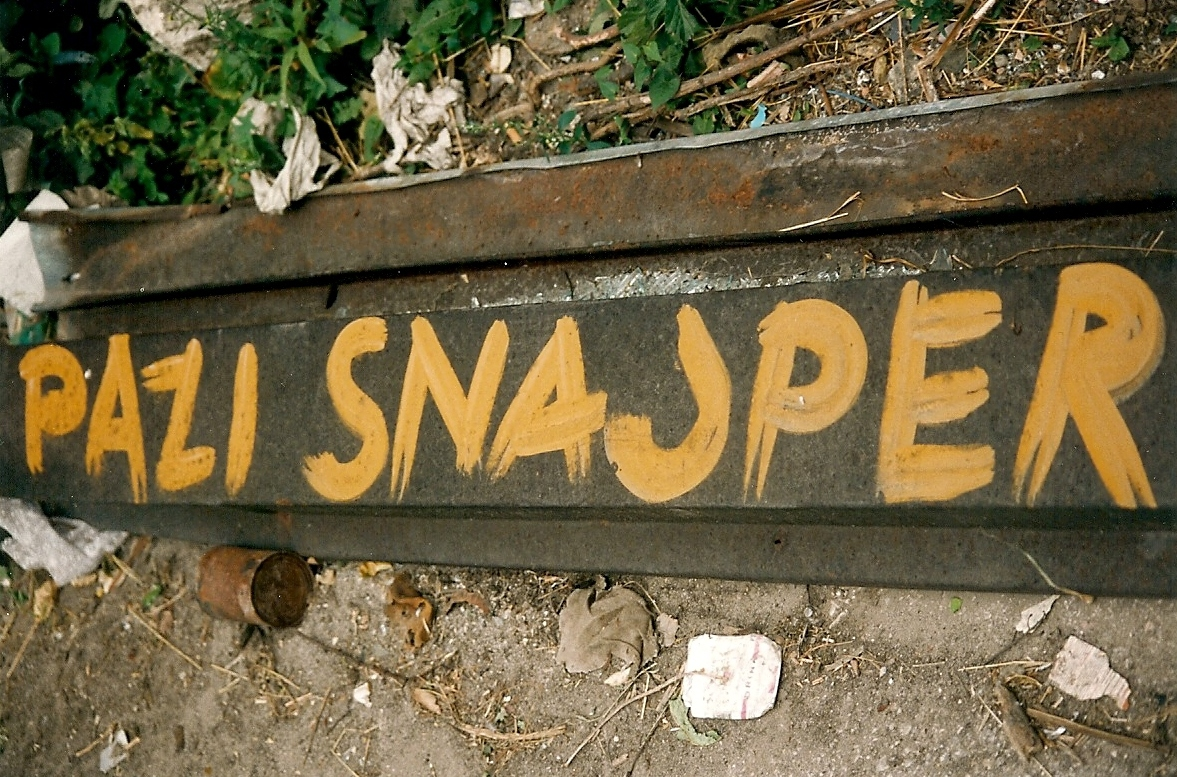
손으로 그린 경고 표시: "저격수 주의!"

"저격수 골목"(보스니아어, 크로아티아어 및 세르비아어: Snajperska aleja / Снајперска алеја)은 사라예보의 주요 도로인 Zmaja od Bosne(보스니아의 용) 길과 Meša Selimović 대로의 비공식적 이름이었다. 이 거리에는 보스니아 전쟁의 사라예보 포위전 기간 동안 저격수 초소가 줄지어 있어 민간인들이 횡단하기에 위험한 장소로 악명이 높았다. 이 길은 도시의 산업 지역(더 멀리는 사라예보 공항)과 구시가지의 문화 유적지를 잇는다.
사라예보를 둘러싸고 있는 산지는 저격수들이 안전하게 숨어 도시와 차량을 바라볼 수 있는 좋은 위치를 제공했다. 세르비아군이 지속적으로 사라예보를 포위하고 있었음에도 불구하고 주민들은 생존을 위해 목숨을 걸고 도시를 돌아다닐 수밖에 없었다. "Pazii – Snaijper!"("저격수 주의!")라고 적힌 표지판을 보는 것이 어렵지 않게 되었다. 주민들은 빠르게 달려서 길을 지나거나, 혹은 유엔의 장갑차를 기다렸다가 장갑차를 방패 삼아 그 뒤를 따라 걸었다. 1995년에 수집된 데이터에 따르면, 이 거리에서 저격수의 총에 맞아 1,069명이 다쳤고, 225명이 사망했으며, 사망자 중 69명은 아동이었다.

## 같이 보기
- 사라예보 포위전
- 시가전